# امیرآباد (خزل)
امیرآباد (نهاوند)، روستایی از توابع بخش خزل شهرستان نهاوند در استان همدان ایران است.
اغلب ساکنان این روستای کوچک به دامداری مشغولند. این منطقه دارای باغ‌های پربار گردو نیز می‌باشد.

## جمعیت
این روستا در دهستان سلگی قرار دارد و براساس سرشماری مرکز آمار ایران در سال ۱۳۹۵، جمعیت آن ۱۲۰ نفر (۳۳خانوار) بوده‌است.